# سرشناس‌ترین دانش‌آموختگان مدرسه نظامی وست‌پوینت
تعداد زیادی از روسای جمهور ایالات متحده آمریکا، سناتورها و اعضای کنگره و همچنین بیش‌ترین تعداد ژنرال‌های تاریخ ارتش آمریکا از مدرسه نظامی وست‌پوینت دانش‌آموخته شده‌اند. از این میان افراد بسیار سرشناس و قدرتمندی از سیاست‌مداران تا روسای ارشد اقتصادی آمریکا از این مدرسه نظامی دانش‌آموخته شده‌اند. فهرست زیر در برگیرنده برخی از آن‌هاست.
ممکن است نام‌های بعضی از اشخاص فهرست شده، در بخش‌های گوناگون چند بار استفاده شود. برای نمونه جفرسون دیویس، رئیس‌جمهور ایالات کنفدراسیون آمریکا، وزیر جنگ و ژنرال آمریکایی نیز بود که بر حسب مشاغل وی نامش چند بار در فهرست زیر قرار داده شده است.

## روسای جمهور
- جفرسون دیویس دانش‌آموخته ۱۸۲۸ از وست‌پوینت، رئیس‌جمهور ایالات کنفدراسیون آمریکا (۱۸۶۱–۱۸۶۵)
- اولیسس گرنت دانش‌آموخته ۱۸۴۳ از وست‌پوینت، هیجدهمین رئیس‌جمهور ایالات متحده آمریکا (۱۸۶۹–۱۸۷۷)
- دوایت آیزنهاور دانش‌آموخته ۱۹۱۵ از وست‌پوینت، سی و چهارمین رئیس‌جمهور ایالات متحده آمریکا (۱۹۵۳–۱۹۶۱)
- آناستازیو سوموزا دیبایل دانش‌آموخته ۱۹۴۶ از وست‌پوینت، رئیس‌جمهور نیکاراگوئه (۱۹۶۷–۱۹۷۲) و (۱۹۷۴–۱۹۷۹)
- فیدل و. راموس دانش‌آموخته ۱۹۵۰ از وست‌پوینت، رئیس‌جمهور فیلیپین (۱۹۹۲–۱۹۹۸)
- خوزه ماریا فیگرِس دانش‌آموخته ۱۹۵۰ از وست‌پوینت، رئیس‌جمهور کاستاریکا (۱۹۹۴–۱۹۹۸)

## وزراء
- جفرسون دیویس دانش‌آموخته ۱۸۲۸ از وست‌پوینت، وزیر جنگ ایالات متحده آمریکا (۱۸۵۳–۱۸۵۷)
- مونتگومری بلیر دانش‌آموخته ۱۸۳۵ از وست‌پوینت، وزیر ارتباطات و پست ایالات متحده آمریکا (۱۸۶۱–۱۸۶۴)
- ویلیام شرمن دانش‌آموخته ۱۸۴۲ از وست‌پوینت، وزیر جنگ ایالات متحده آمریکا (۱۸۶۹)
- گوستاوس وُدسان اسمیت دانش‌آموخته ۱۸۴۲ از وست‌پوینت، وزیر جنگ ایالات کنفدراسیون آمریکا (۱۸۶۲)
- جان شوفیلد دانش‌آموخته ۱۸۵۳ از وست‌پوینت، وزیر جنگ ایالات متحده آمریکا (۱۸۶۸–۱۸۶۹)
- رافائل ایلتو دانش‌آموخته ۱۹۴۳ از وست‌پوینت، وزیر دفاع ملی فیلیپین (۱۹۸۶–۱۹۸۸)
- برنت اسکورکرافت دانش‌آموخته ۱۹۴۷ از وست‌پوینت، مشاور عالی امنیت ملی ایالات متحده آمریکا (۱۹۷۴–۱۹۷۷ و ۱۹۸۹–۱۹۹۳)
- الکساندر هیگ دانش‌آموخته ۱۹۴۷ از وست‌پوینت، وزیر جنگ ایالات متحده آمریکا (۱۹۸۱–۱۹۸۲)
- فیدل و. راموس دانش‌آموخته ۱۹۵۰ از وست‌پوینت، وزیر دفاع ملی فیلیپین (۱۹۸۸–۱۹۹۱)
- جان بلاک دانش‌آموخته ۱۹۵۷ از وست‌پوینت، وزیر خارجه ایالات متحده آمریکا (۱۹۸۱–۱۹۸۶)
- جیم نیکلسون دانش‌آموخته ۱۹۶۱ از وست‌پوینت، وزیر کشاورزی ایالات متحده آمریکا (۱۹۸۱–۱۹۸۲)
- بری مک کَفری دانش‌آموخته ۱۹۶۶ از وست‌پوینت، رئیس سازمان مبارزه با مواد مخدر ایالات متحده آمریکا (۱۹۹۶–۲۰۰۱)
- لوئیس کالدرا دانش‌آموخته ۱۹۷۸ از وست‌پوینت، وزیر ارتش ایالات متحده آمریکا (۱۹۹۸–۲۰۰۱)
- توماس وایت دانش‌آموخته ۱۹۶۷ از وست‌پوینت، وزیر ارتش ایالات متحده آمریکا (۲۰۰۱–۲۰۰۳)

## ژنرال‌ها
لیست زیر (۸٫۱ تا ۸٫۱۲) در برگیرندهٔ نام ژنرال‌های آمریکایی است که از مدرسه نظامی وست‌پوینت دانش‌آموخته شده و در جنگ‌های گوناگون برای ایالات متحده آمریکا جنگیده‌اند.

### جنگ آمریکا و مکزیک
- جوزف گیلبرت تاتن دانش‌آموخته ۱۸۰۵ از وست‌پوینت.
- ساموئل رینگ گلُد دانش‌آموخته ۱۸۱۸ از وست‌پوینت.
- جوزف منزفیلد دانش‌آموخته ۱۸۲۲ از وست‌پوینت.
- جفرسون دیویس دانش‌آموخته ۱۸۲۸ از وست‌پوینت.
- جان مگرادر دانش‌آموخته ۱۸۳۰ از وست‌پوینت.

### جنگ داخلی آمریکا
- یولیسیز سایمن گرانت دانش‌آموخته ۱۸۴۳ از وست‌پوینت، هیجدهمین رئیس‌جمهور ایالات متحده آمریکا (۱۸۶۹–۱۸۷۷)

### جنگ جهانی دوم
- داگلاس مک آرتور دانش‌آموخته ۱۹۰۳ از وست‌پوینت.
- جرج پتن
- دوایت آیزنهاور دانش‌آموخته ۱۹۱۵ از وست‌پوینت، سی و چهارمین رئیس‌جمهور ایالات متحده آمریکا (۱۹۵۳–۱۹۶۱)

### جنگ استقلال اسرائیل
- میکی مارکوس دانش‌آموخته ۱۹۲۴ از وست‌پوینت.

### جنگ کره
- کریگتون آبرامز جونیور دانش‌آموخته ۱۹۳۶ از وست‌پوینت.
- مارک وین کلارک دانش‌آموخته ۱۹۲۴ از وست‌پوینت. (رئیس ستاد کل جنگ کره)
- لاتن کالینز دانش‌آموخته ۱۹۱۷ از وست‌پوینت.
- داگلاس مک آرتور دانش‌آموخته ۱۹۰۳ از وست‌پوینت.
- متیو ریجوی دانش‌آموخته ۱۹۱۷ از وست‌پوینت.
- والتون واکر دانش‌آموخته ۱۹۱۲ از وست‌پوینت.
- فیدل و. راموس دانش‌آموخته ۱۹۵۰ از وست‌پوینت. (فرمانده نیروهای فیلیپینی متحد آمریکا)

### جنگ ویتنام
- کریگتون آبرامز جونیور دانش‌آموخته ۱۹۳۶ از وست‌پوینت.
- جرج پَتِن دانش‌آموخته ۱۹۴۰ از وست‌پوینت.
- ویلیام وست مورلند دانش‌آموخته ۱۹۴۲ از وست‌پوینت.
- هال مور دانش‌آموخته ۱۹۴۲ از وست‌پوینت.
- فیدل و. راموس دانش‌آموخته ۱۹۵۰ از وست‌پوینت. (فرمانده نیروهای فیلیپینی متحد آمریکا (۱۹۶۵–۱۹۶۹)

### جنگ اول خلیج فارس(عملیات طوفان صحرا)
- بری مک کافِری دانش‌آموخته ۱۹۶۶ از وست‌پوینت.
- نورمن شوارتسکف (پسر) دانش‌آموخته ۱۹۵۶ از وست‌پوینت. (فرمانده کل ستاد ارتش)

### جنگ با تروریسم (افغانستان)
- وئین دانینگ دانش‌آموخته ۱۹۶۲ از وست‌پوینت. (فرمانده کل ستاد مبارزه با تروریسم ارتش)

### جنگ عراق (تهاجم به عراق در سال ۲۰۰۳)
- دیوید پتریوس دانش‌آموخته ۱۹۷۴ از وست‌پوینت. (سرفرمانده کنونی ارتش آمریکا در عراق)
- جان اَبی زید دانش‌آموخته ۱۹۷۳ از وست‌پوینت. (سرفرمانده سابق ارتش آمریکا در عراق)
- جیمز کافمن جونیر دانش‌آموخته ۱۹۷۸ از وست‌پوینت.
- مارک کیمیت دانش‌آموخته ۱۹۷۶ از وست‌پوینت.

## روسای سازمان‌های اطلاعاتی آمریکا
- هیربرت نورمن شوارتسکف (یکی از چهره‌های اصلی کودتای ۲۸ مرداد)

## نگارخانه

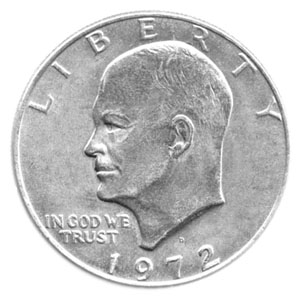
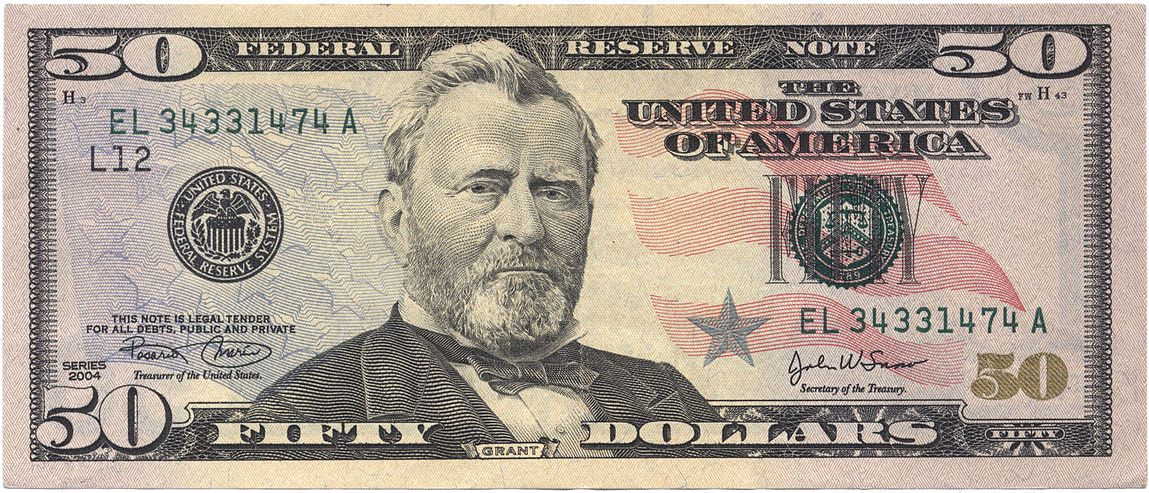
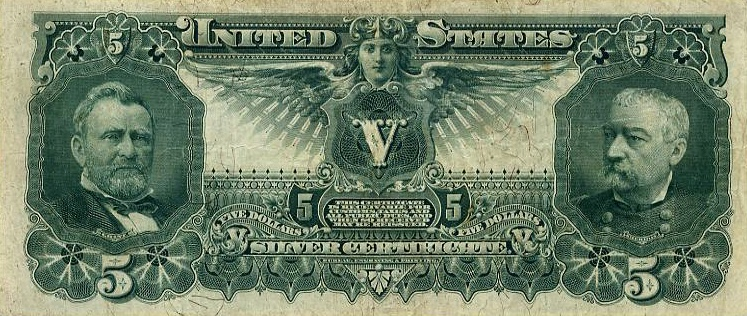
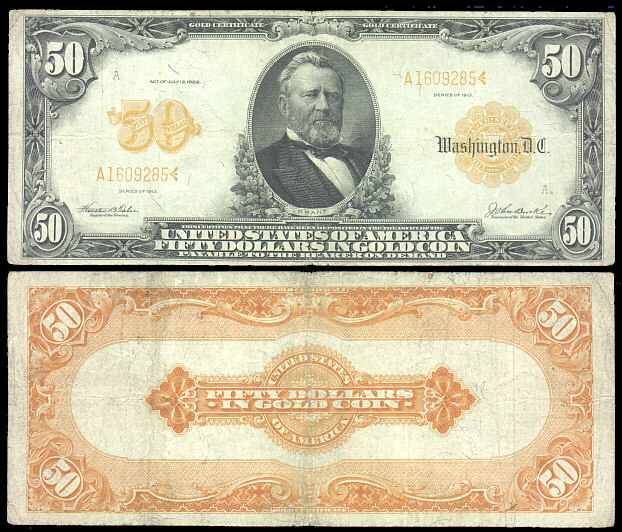